# L'uomo di Las Vegas
L'uomo di Las Vegas è un album del cantante Pio pubblicato nel 1994 dall'etichetta Clan Celentano e prodotto da Adriano Celentano.

## Tracce
1. L'uomo di Las Vegas (P. Trebbi, L. Beretta, M. Valletta)
2. Ragazzina (P. Trebbi, M. Valletta)
3. Il sole dei pazzi (P. Trebbi, L. Beretta, M. Valletta)
4. Noi siamo stracci (Capelli, Cadile, F. e M. Reitano)
5. Frutto acerbo (P. Trebbi, L. Beretta, M. Valletta)
6. Dolce tango (P. Trebbi, M. Valletta)
7. Il menestrello (P. Trebbi, V. Reitano, P. Fiorello)
8. L'uomo chimico (P. Trebbi, V. Reitano, P. Fiorello)
9. Straniero resterò (B. Rosellini, F. Baldoni, F. e M. Reitano)
10. Volubile (P. Trebbi, S. Tony)